# Tom Clancy's Ghost Recon (Wii)
Pour le jeu vidéo sorti en 2001, premier de la série Ghost Recon, voir Tom Clancy's Ghost Recon (jeu vidéo).
Tom Clancy's Ghost Recon est un jeu vidéo de type rail shooter et tir au pistolet développé par Next Level Games et édité par Ubisoft, sorti en 2010 exclusivement sur Wii.

## Système de jeu
Le jeu est un rail-shooter en coopération jouable soit avec un ordinateur ou avec un second joueur. On se déplace de point de couverture en point de couverture. 
Avant (et pendant certaine) mission on doit choisir un pack d'armes où les joueurs choisiront leur pack pour que chaque joueur est un gameplay plus ou moins différent de l'autre joueur.
Il y a deux types de gameplay le premier est un mode de combat ou il faudra tirer sur ses ennemis avec plus ou moins de précision et le second gameplay est celui d'infiltration ou il faudra réfléchir comment éliminer ses ennemis sans déclencher l'alarme.
Et le dernier gameplay est celui en véhicule où chaque joueur utilisera les armes de ce dernier pour éliminer les ennemis qui tenteront de détruire votre véhicule. Pour vous aider à tuer vos ennemis vous devrez utiliser les deux consommables présent dans le jeu. Le premier consommable est un médikit et le second est un ralenti . Pendant la campagne et le mode arcade vous rencontrerez différents ennemis qui ont chacun leurs spécificités.

## Accueil
- Jeuxvideo.com : 12/20[1]